# Монтемор-у-Нову
Монтемо́р-у-Но́ву (порт. Montemor-o-Novo; МФА: [mõ.tɨ.ˈmoɾ-u-ˈno.vu], Монтимо́р-у-Но́ву) — муніципалітет і місто в Португалії, в окрузі Евора. Розташований у південно-східній частині країни, на теренах історичної португальської провінції Алентежу. Належить до Еворської діоцезії Католицької церкви в Португалії. Права міського самоврядування має з 1203 року. Поділяється на 7 парафій. За адміністративним поділом, чинним до 1976 року, був складовою провінції Верхнє Алентежу. Площа муніципалітету — 1232,97 км², населення муніципалітету — 17437 ос. (2011); густота населення — 14,14 осіб/км²
. Патрон — Іван Божий. Святковий день муніципалітету — 8 березня.   Код місцевої адміністративної одиниці — 0706. Складова статистичного регіону Алентежу.

## Географія
Монтемор-у-Нову розташований в центрі Португалії, на заході округу Евора.
Монтемор-у-Нову межує на півночі з муніципалітетом Коруше, на сході — з муніципалітетами Аррайолуш і Евора, на півдні — з муніципалітетами Віана-ду-Алентежу і Алкасер-ду-Сал, на заході — з муніципалітетами Вендаш-Новаш і Монтіжу.

## Історія
1203 року португальський король Саншу I надав Новому Монтемору форал, яким визнав за поселенням статус містечка та муніципальні самоврядні права.

## Населення
| Кількість мешканців | Кількість мешканців | Кількість мешканців | Кількість мешканців | Кількість мешканців | Кількість мешканців | Кількість мешканців | Кількість мешканців | Кількість мешканців | Кількість мешканців | Кількість мешканців | Кількість мешканців | Кількість мешканців | Кількість мешканців | Кількість мешканців |
| ------------------- | ------------------- | ------------------- | ------------------- | ------------------- | ------------------- | ------------------- | ------------------- | ------------------- | ------------------- | ------------------- | ------------------- | ------------------- | ------------------- | ------------------- |
| 1864                | 1878                | 1890                | 1900                | 1911                | 1920                | 1930                | 1940                | 1950                | 1960                | 1970                | 1981                | 1991                | 2001                | 2011                |
| 12 244              | 12 991              | 15 335              | 16 601              | 22 162              | 24 376              | 29 005              | 35 479              | 38 960              | 37 328              | 18 091              | 20 210              | 18 632              | 18 578              | 17 437              |